# Chapman & Hall
Chapman & Hall fue una editorial británica, con sede en Londres, fundada durante la primera mitad del siglo XIX por Edward Chapman y William Hall. Chapman & Hall fueron editores de Charles Dickens (desde 1840 hasta 1844 y de nuevo desde 1858 hasta 1870), William Thackeray, Elizabeth Barrett Browning, Anthony Trollope, Eadweard Muybridge y Evelyn Waugh.

## Historia
En sus inicios, la compañía editorial publicó a autores como Charles Dickens, William Thackeray, Elizabeth Barrett Browning, Anthony Trollope, Eadweard Muybridge y Evelyn Waugh.  Siguieron publicando material de Dickens previamente inédito hasta bien entrado el siglo XX.
Tras la muerte de Hall en 1847, el primo de Chapman, Frederic Chapman comenzó a escalar posiciones dentro de la editorial hasta convertirse en socio en 1858 y en único propietario en 1866, tras la jubilación de Edward Chapman. En 1868 el escritor Anthony Trollope adquirió una tercera parte de la compañía para su hijo, Henry Merivale Trollope. Desde 1902 a 1930 la editorial estuvo dirigida por Arthur Waugh. Durante los años 30, la editorial se fusionó con  Methuen Publishing, que a su vez entró a formar parte en 1955 del conglomerado editorial británico Associated Book Publishers. En 1987 la compañía fue adquirida por The Thomson Corporation.
Chapman & Hall fue vendida de nuevo en 1998 como parte de Thomson Scientific and Professional a la multinacional de la información Wolters Kluwer, quien vendió en su bien considerada lista de matemáticas y estadísticas a CRC Press. Chapman & Hall/CRC es usado como sello editorial para libros de ciencia y tecnología por la compañía Taylor and Francis, parte del grupo Informa desde 2004.
La compañía tuvo inicialmente su sede en Strand, posteriormente en Piccadilly y más tarde en Covent Garden.